# Glad
För ordet "glad", se glad på Wiktionary, eller glädje.
Glad (även Gladh) är ett efternamn, men också ett väldigt ovanligt förnamn.

## Som efternamn
Den 31 december 2010 fanns det 1078 personer folkbokförda i Sverige som bar efternamnet Glad, och därtill 276 personer som stavade sitt efternamn Gladh.

## Som förnamn
Den 31 december 2010 fanns det en kvinna folkbokförd i Sverige som bar förnamnet Glad, dock ej som tilltalsnamn. Vid samma tillfälle fanns två män folkbokförda i Sverige med förnamnet Glad, och en av dessa bar det som tilltalsnamn. Det finns inga registrerade personer som använder stavningen Gladh för sitt förnamn.

## Personer med namnet Glad
- Fredrik Glad Balchen (1815–1889), norsk dövstumslärare
- Rasmus Glad (1526–1582), dansk författare
- Torkel Glad (född 1947), professor i reglerteknik